# You Got Me Rocking
You Got Me Rocking è un singolo del gruppo rock inglese The Rolling Stones, pubblicato nel 1994 ed estratto dall'album Voodoo Lounge. Ha avuto poco meno successo in classifica rispetto al singolo precedente Love Is Strong, ma è stata suonata molto più spesso dal vivo.

## Tracce
- 7"

1. You Got Me Rocking
2. Jump on Top of Me